# Барт, Сигне

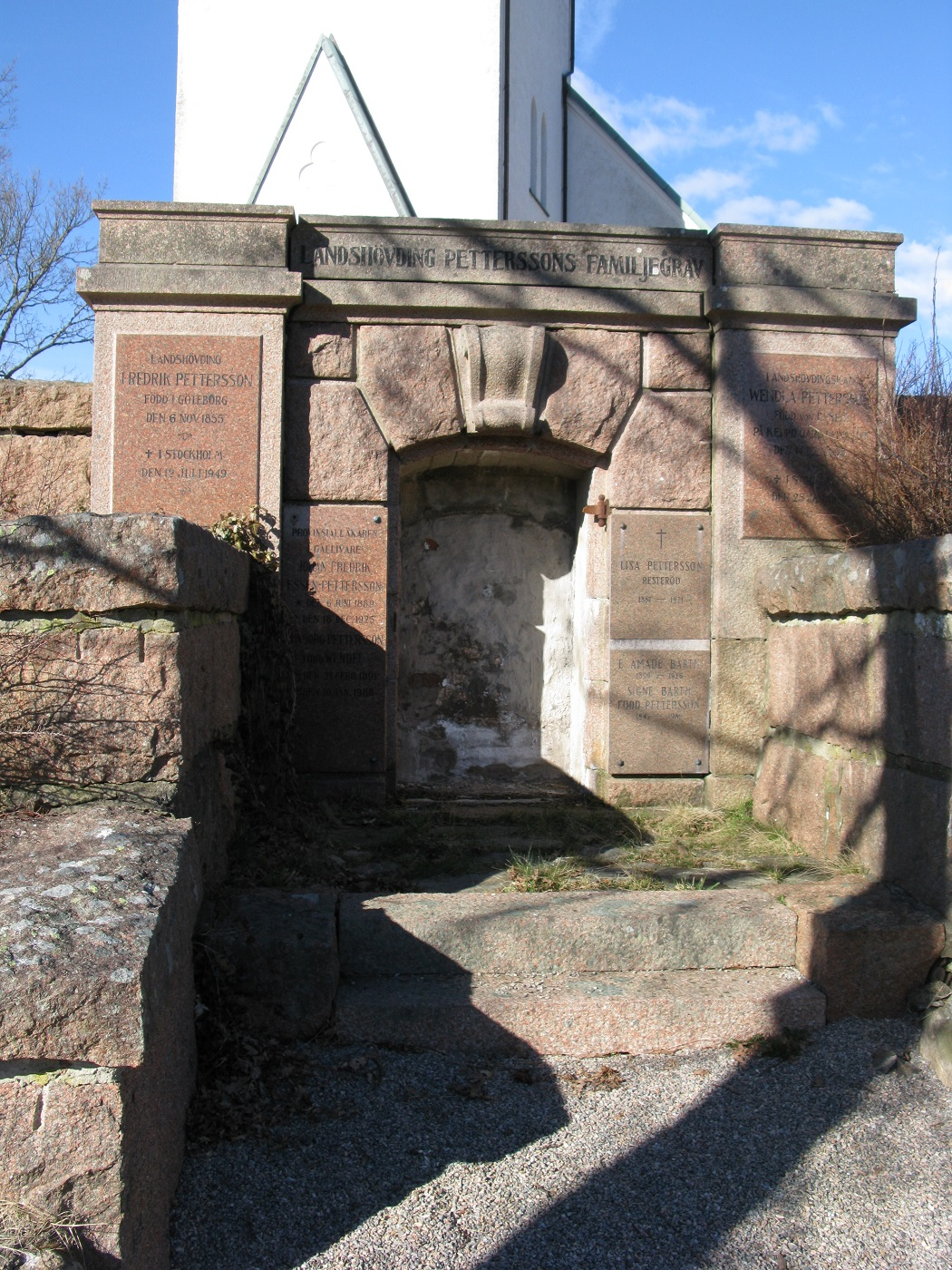
Фамильное захоронение Петтерссонов

Сигне Барт (швед. Signe Barth, полное имя Signe Magdalena Barth, урождённая Pettersson; 1895—1982) — шведская художница и педагог.

## Биография
Родилась 16 июня 1895 года в городе Уддевалла в семье помещика, а позже губернатора Фредрика Петтерссона и его жены Венделы фон Эссен (Wendela von Essen).
Сигне выросла в районе Emaus Уддеваллы. Училась в художественной школе Карла Вильгельмсона в Стокгольме в 1914–1917 годах, в Королевской академии свободных искусств в Стокгольме в 1917–1918 годах и в художественной школе Эрнста Гольдшмидта (Ernst Goldschmidt) в Копенгагене в 1918–1919 годах.
В 1920 году Сигне Барт приехала в Париж, где училась у Андре Лота и в Скандинавской академии. В Париже художница находилась по 1936 год. Здесь она познакомилась со швейцарским художником Амаде Бартом, за которого вышла замуж в 1922 году. Но вскоре её муж заболел туберкулёзом и умер в 1926 году. Находясь в Париже, художница часто работала в Швеции в Бохуслене, где в рыбацкой деревушке Киркесунд на острове Чёрн у неё была студия. Она писала преимущественно пейзажи и натюрморты, вдохновленные французскими художниками. Примером для подражания для Сигне Барт был Сезанн.
Вернувшись в Швецию, художница открыла собственную школу живописи (Signe Barths målarskola), которая находилась на улице Bellmansgatan в стокгольмском районе Сёдермальм. Школа работала с 1940 по 1959 год и пользовалась хорошей репутацией, в числе её выпускников была Эльза Бьорк-Лизелиус.
Свою первую персональную выставку Сигне Барт провела в Париже в Palette Française в 1928 году. В дальнейшем продолжала регулярно выставляться в Швеции, в частности, в галерее Galleri Gummeson в 1932 году и в Доме художников Konstnärshuset в Стокгольме в 1950 году. Её работы представлены во многих музеях Швеции, включая Национальный музей Швеции и Музей современного искусства в Стокгольме, а также Художественный музей Буроса (в Буросе), Музей Бохуслена (в Бохуслене), Музей округа Кальмар (в Кальмаре) и в эстерсундском музее Ямтли.
Умерла 15 марта 1982 года в Стокгольме. Была похоронена в семейном склепе Петтерссонов на кладбище муниципалитета Уддевалла.
В 1984 году в Prins Eugéns Waldemarsudde состоялась мемориальная выставка Сигне Барт, организованная выпускниками её школы. Её личный архив хранится в Национальном музее Швеции.